# Pavel Mirov
Pavel Mirov (bulgarisch Павел Миров; * 18. Juni 1911 in Plowdiw; † unbekannt) war ein bulgarischer Opernsänger (Tenor).

## Leben
Mirov studierte Theologie und Psychologie, bevor er in Prag Gesang bei dem Bassbariton Friedrich Plaschke studierte. Von 1938 bis 1941 sowie erneut von 1946 bis 1948 sang er am Nationaltheater Prag. Von 1942 bis 1944 gehörte er der Staatsoper Dresden an. Nach mehreren Jahren freier Gastspieltätigkeit war er ab 1956 bis zu seinem Ruhestand Ensemblemitglied des Opernhauses Nürnberg. Gastspiele führten ihn in die Schweiz und nach Österreich, England, Spanien und Portugal. Sein Repertoire umfasste den Rossillon in Die lustige Witwe, Florestan in Fidelio, Laca in Jenůfa, Lucentio in Der Widerspenstigen Zähmung und die Titelpartien in Raskolnikoff (Sutermeister) und Tannhäuser.